# عمى عدم الانتباه

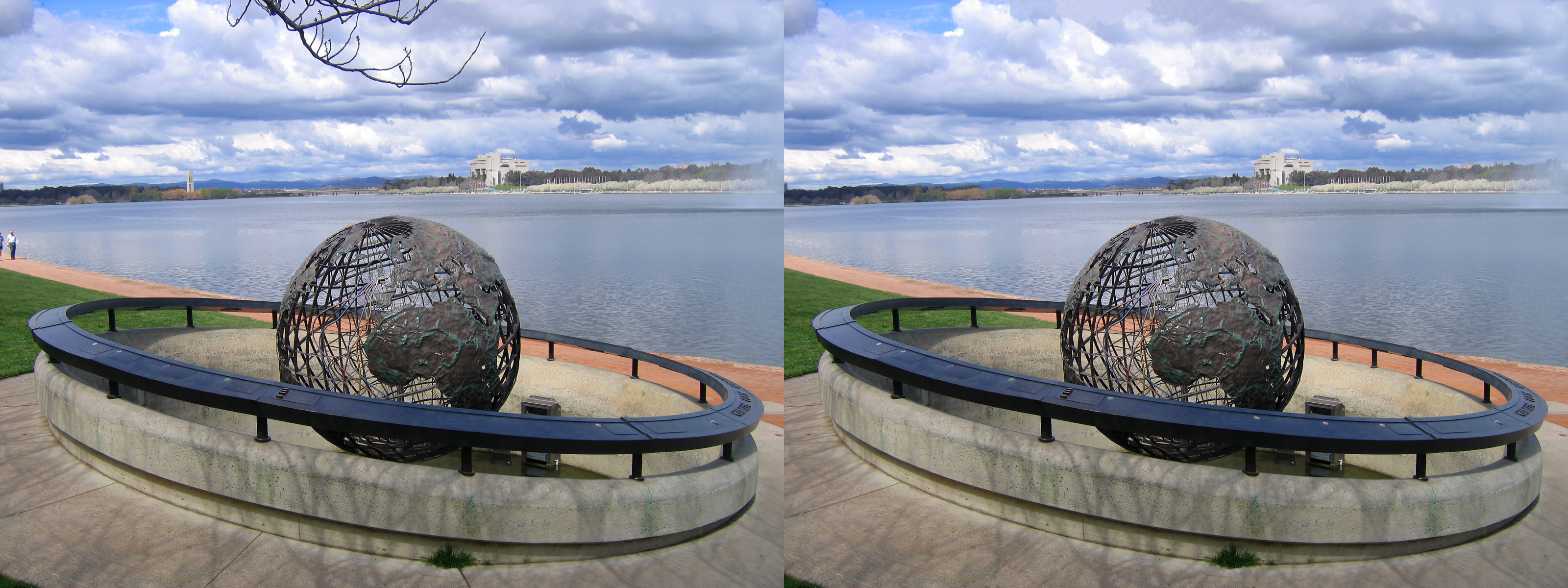
مثال لصورة تستعمل في اختبارات تحديد عمى عدم الانتباه

عدم الانتباه بسبب التغييرات هي ظاهرة من ظواهر الإدراك الحسي تحدث عندما يدخل تغيير في التحفيز البصري لا يستطيع المراقب ملاحظته. على سبيل المثال، غالبا ما يخفق المراقبون في ملاحظة الاختلافات الرئيسية التي أدخلت على صورة تومض جيئة وذهابا. قيل أن ضعف قدرة الناس على الكشف عن التغييرات تعكس القيود الأساسية لاهتمام الإنسان. أصبح عمى التغير موضوع بحثت يحظى باهتمام واسع ويجادل البعض أنه قد يكون أهم الآثار العملية في مجالات متخصصة مثل شهود عيان والتشتت أثناء القيادة.

## تاريخ

### الملاحظات القصصية المبكرة
بعيدا عن مجال علم النفس، أصبحت الظواهر ذات الصلة بعمى التغير تناقش منذ القرن 19. عند أدخل فن تحرير الأفلام في في صناعة أفلام السينما بدأ المحررون يلاحظون أن التغييرات في الخلفية لم تكن تلاحظ من قبل مشاهدي الفيلم. يعتبر وليم جيمس (1842-1910) أول من ذكر عدم القدرة على الكشف عن التغيرات في كتابه مبادئ علم النفس (1890).

### الأبحاث بين سنوات 1990 و 2000

من المعروف أن حركات العين الرمشية تحث على عمى التغير

## التشريح العصبي

### تصوير الأعصاب

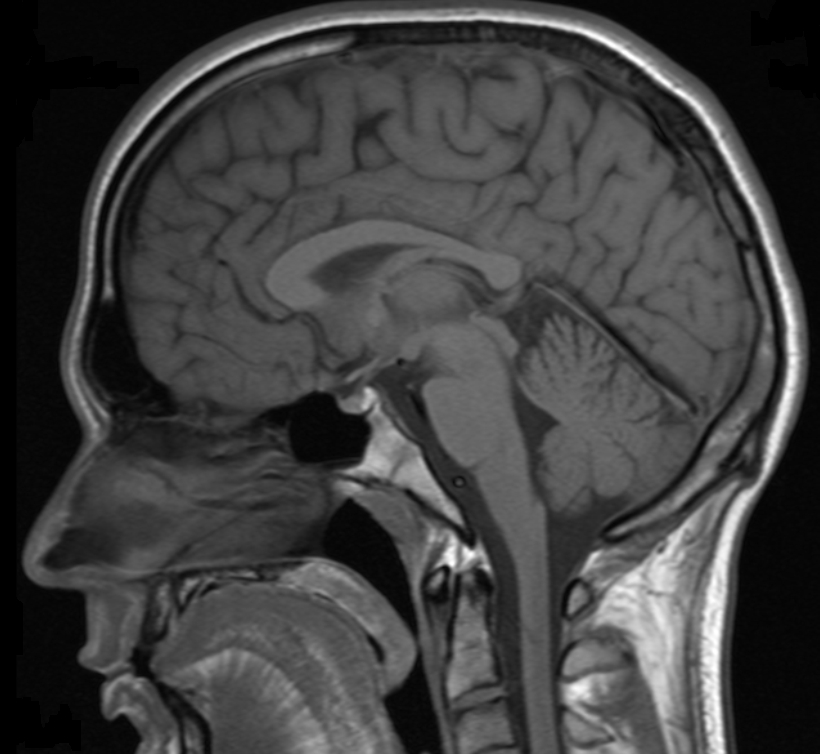
MRI image

استخدمت العديد من الدراسات الرنين المغناطيسي (التصوير بالرنين المغناطيسي) لقياس نشاط الدماغ عند يمشف الأفراد (أو يخفقون في الكشف عن) تغير في البيئة. لدى الأفراد الذين يكشفون عن التغيرات، تكون الشبكات العصبية الجدارية اليمنى في منطقة الفص الجبهي نشطة بقوة. 